# Lucius de Bretagne
Lucius de Bretagne ou Lleirwg Mawr  est un saint et un roi de Bretagne insulaire légendaire de la seconde moitié du IIe siècle.

## Lucius dans les sources
Le roi Lucius est évoqué par Bède :
«  En ce temps-là Éleuthère, un saint hommes devint pape de l'Église de Rome. Lucius, roi des Bretons lui adressa une lettre lui exprimant son désir de devenir chrétien par son  canal. Il obtint une réponse favorable à sa pieuse requête et les Bretons conservèrent intégralement et sans tache la foi qu'ils avaient reçue. ils connurent une période de paix et de tranquillité jusqu'à l'avènement de l'empereur Dioclétien »
— Bède le Vénérable Histoire ecclésiastique du peuple anglais. Texte traduit et présenté par Philippe Delaveau, Gallimard 1995  (ISBN 2070730158), chapitre IV p. 71.
Nennius dans son Historia Brittonum précise
« Cent soixante sept ans après la naissance du Christ le roi Lucius et tous les chefs du peuple breton reçoivent le baptême à la suite d'une délégation envoyé par les empereurs romains et le pape Eleutherius  »
— Nennius  Historia Brittonum. Chapitre 22.
Geoffroy de Monmouth évoque longuement l'implantation  des cultes païens en Bretagne puis l'organisation de la nouvelle église à Londres, York et Caer-Legion. Il fait mourir Lucius à Gloucester en 156 ap. J.-C. et précise qu'il n'avait pas d'héritier pour lui succéder.
Toutefois les  généalogies galloises postérieures incluent Lucius par le biais de l'union de sa fille Gwladys avec un certain Cadfan et de leur descendant Eudaf Hen comme ancêtre des rois de Hen Ogledd, des fils de Cunedda, des rois de Domnonée,  du royaume de Gwent du Royaume de Powys et du Royaume de Strathclyde.
Le Liber Pontificalis du début du VIe siècle confirme que le roi Lucius envoie des émissaires à Rome au pape Éleuthère (176-189) afin de lui réclamer des prêtres pour convertir la Bretagne insulaire. Le pape lui envoie Faganus ou Fugace et Duvanus ou Damien  qui établissent le christianisme et bâtissent les premières églises à Glastonbury, St Peter upon Cornhill et à Londres en 179. Si l'on accepte la filiation de Geoffroi de Monmouth qui fait de Lucius un arrière petit-fils d'Arvirargus contemporain de l'empereur Claude il devait être âgé d'environ 70 ans. Le nom du roi Lucius est à rapprocher de son quasi-contemporain le général Lucius Artorius Castus. Lucius est parfois considéré comme saint par l'église catholique et sa fête est fixée au 3 décembre comme celle de saint Lucius de Coire.

## Sources

### Sources primaires
- Bède le Vénérable  Histoire ecclésiastique du peuple anglais. Texte traduit et présenté par Philippe Delaveau, Gallimard 1995  (ISBN 2070730158)
- Geoffroy de Monmouth Histoire des rois de Bretagne, traduit et commenté par Laurence Mathey-Maille, Édition Les belles lettres, coll. « La roue à livres », Paris, 2004,  (ISBN 2-251-33917-5)
- Nennius, Historia Brittonum (Histoire des Bretons), Traduction de Christiane M. J. Kerboul-Vilhon, Éditions du Pontig, Sautron,1999  (ISBN 9782951031067).

### Sources secondaires
- (en) Mike Ashley British Kings & Queens  Robinson (Londres 1998)  (ISBN 1841190969) « Lucius »  p. 79, table p. 67.
- (en) Peter Bartrum, A Welsh classical dictionary: people in history and legend up to about A.D. 1000, Aberystwyth, National Library of Wales, 1993, p. 486-489 LUCIUS, fictitious king of Britain. (A.D.165-208 PCB)